# Неоконсерватизъм
Неоконсерватизмът е специфично идеологическо съчетание на консерватизъм, стопански неолиберализъм и в някои случаи религиознен фундаментализъм.
Той е политическо движение с влияние предимно в САЩ. Значимо е присъствието му в администрацията на президентите Роналд Рейгън и Джордж Хърбърт Уокър Буш. В САЩ течението обединява възгледите на либерали, десни републиканци, религиозни протестантски фундаменталисти и монетаристи. Неоконсерватизмът присъства и в Европа, но разликата между движението в САЩ и в Европа е, че в това на Стария континент липсват религиозни обоснования.

## Предпоставки за възникване
Основите на неоконсерватизма се коренят в създалия се след Втората световна война пост-либерализъм. Края на 60-те, началото на 70-те години политическото движение се заражда вследствие на разочарование от провала на ляворадикалната критика от 68 година. То представлява отрицание на лявото общество отдясно, реакция на утопизма и ирационалността на Новата левица (силен антикомунизъм) както и недоволство спрямо радикалнополитическите движения, оспорващи традицията и авторитета. Предпоставки в международен план за тази критика са развиващите се процеси в Източния блок, краят на Златните десетилетия, последвалите ги икономически кризи и общото забавяне на световното стопанско развитие. Така в допълнение с обществено безредие и граждански бунтове някои либерали, и по-специално Мойнихан и Кристъл, дават нова оценка на ролята на институциите и ролята на традиционния авторитет в обществото.

## Политическо измерение
Типът установени институции и практики, неоконсерватизмът заема от традиционния консерватизъм на XVIII век и силното влияние на Едмънд Бърк. Основни ценности са: традицията, религията, авторитета и неравенството продукт на „естественото общество“, организирано от таланта, способностите и заслугите („естествения ред“, зададен от Бог). За разлика от традиционния консерватизъм „новите десни“ обръщат повече внимание на ролята на мас медията (музика, изкуство, литература, кино, театър, телевизия и интернет) поради убеждението, че чрез нея обществото се самоопределя и изразява ценностите си. Съгласяват се с консерваторите, че днешната духовна и културна криза е предизвикана от намаленото участие на вярата и религията в живота на хората, както и на загубилия се авторитет на Църквата. Религията за тях е обединяващ слой, поддържащ устойчивостта на страни, общества, семейства. Логическо следствие е неоконсерваторите да са против държавата на благоденствието на социалдемократите, изравняваща шансовете на отделните личности и уравняваща способностите им. В тази връзка дават предимство на свободното, а не планирано общество, и преимущество на личността над обществото.
Неоконсерватизмът има някои общи цели с либерализма, като постигане на мир и расово равенство, но не и чрез предвидените от либералите инструменти, като разоръжаването и компенсационната дискриминация. Либералите са обект на критика и заради акцента им върху индивидуализма и универсализма, изравняващ хората. Противно на модерните либерали, неоконсерваторите смятат, че стремежът към мултикултурализъм подкопава традиционната култура на една държава, размивайки нейните уникалност и специфика.
Сериозно е влиянието на неоконсерватизма във външната и военната политика, особено при управленията на президентите Рейгън и Джордж Буш. Основно е схващането, че военната, стопанската или политическата мощ, която не бъде оползотворена напълно, е пропиляна. В тази последователност на мислене армията на САЩ трябва да бъде разпръсната по света с мисия да представлява американските интереси и да развива основните демократични принципи там, където е необходимо. Вярванията относно външната политика са насочени към постигане на демократичен мир или т.нар. Уилсънов мир („to make the world safe for democracy“, Удроу Уилсън). Така от 80-те години неоконервативният идеализъм приема формата на силна интервенционистка външна политика, целяща преследването на антиамерикански режими и леви движения в чужбина. Най-яростната критика към неоконсерватизма е насочена именно към тези практики на действие, които неоконсерваторите преследват във външната политика. Така, въпреки всичките приказки за демокрация, често неоконсервативните влияния в политиката на управление подкрепят проамериканските диктатури. Не може да остане незабелязано и противоречието в гледната им точка относно външната и вътрешна политика. Така, що се отнася до държавната намеса и нейните политики на вмешателство, неоконсерваторите взимат предвид възможните нежелани последици. А що се отнася до външната, тази преценка почти изцяло отсъства.

## Стопанско измерение
Политическият неоконсерватизъм споделя икономическия неолиберализъм. Цел на неоконсерваторите е връщане назад към обществото на „естествените неравенства“ и „естествения подбор“, което логично свързва течението с икономиката на предлагането (монетаризма). Икономическият неолиберализъм е антитеза на теорията на Кейнс и неговата държава на благоденствието. Основни понятия са: свободен пазар, индивидуални инициатива и отговорност. Свободният пазар се приема като основно средство за разпределяне на стоки и услуги, независима единица спрямо ограниченията на държавата. Частният сектор е този, който е определящ при формирането на държавните политически и стопански приоритети. Основни инструменти за идеологическото направление са: намаляване на държавните разходи, както и на данъците за бизнеса, либерализиране на режима на чуждите инвестиции. Неоконсерваторите са на мнение, че добронамерените правителствени вмешателства и програми, предназанчени за регулация и помощ, могат да доведат до неочаквани, негативни последствия за хората и обществото. Остри критици са на програмите за социално подпомагане и данъчната политика, подкопаващи индивидуалната инициатива и отговорност, и създаващи зависимости. В този смисъл те са за равенство на възможностите, а не на приходите (благосъстоянието).